# Њу Оберн (Висконсин)
Њу Оберн (енгл. New Auburn) град је у америчкој савезној држави Висконсин.

## Демографија
По попису из 2010. године број становника је 548, што је 14 (-2,5%) становника мање него 2000. године.
| Група             | 2000.       | 2010.       |
| Белци             | 556 (98,9%) | 533 (97,3%) |
| Афроамериканци    | 0 (0,0%)    | 1 (0,2%)    |
| Азијати           | 0 (0,0%)    | 2 (0,4%)    |
| Хиспаноамериканци | 2 (0,4%)    | 0 (0,0%)    |
| Укупно            | 562         | 548         |